# Доганджа (околия Павлово)
Вижте пояснителната страница за други значения на Доганджа.
Доганджа (на турски: Doğanca) е село в околия Павлово, вилает Лозенград (Къркларели), Турция. Според оценки на Статистическия институт на Турция през 2018 г. населението на селото е 365 души.

## География
Селото се намира в историко–географската област Източна Тракия.

## История
В XIX век Доганджа е българско село в Бабаескийска кааза на Одринския вилает на Османската империя. Според „Етнография на вилаетите Адрианопол, Монастир и Салоника“, издадена в Константинопол в 1878 година и отразяваща статистиката на населението от 1873 година, Дуганджа (Dougandja) има 54 домакинства и 210 българи.
Според статистиката на професор Любомир Милетич в 1913 година в селото живеят 85 гръцки семейства.